# Formationstanzen

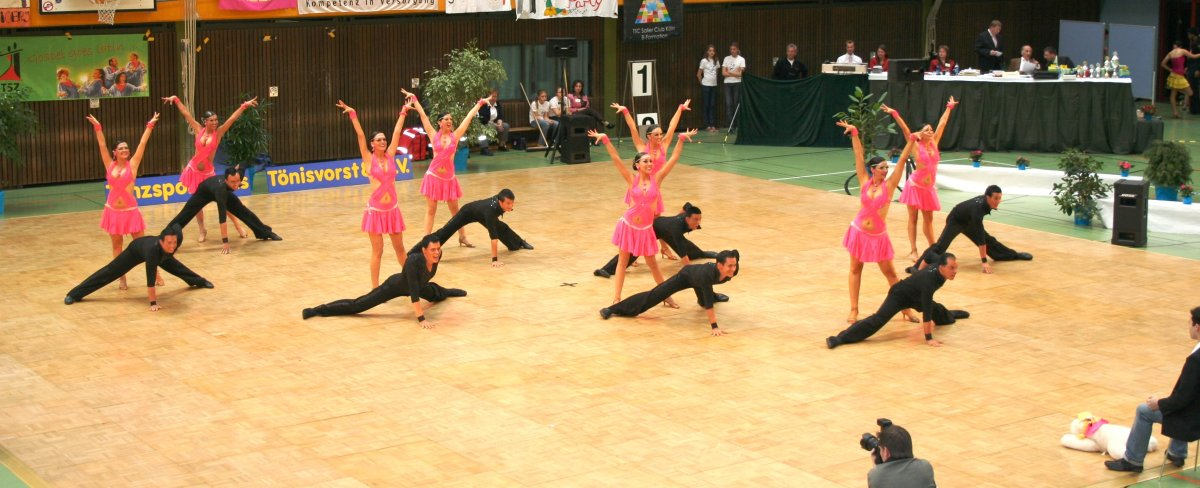
Lateinformation des Aachener TSC Blau-Silber, 2007

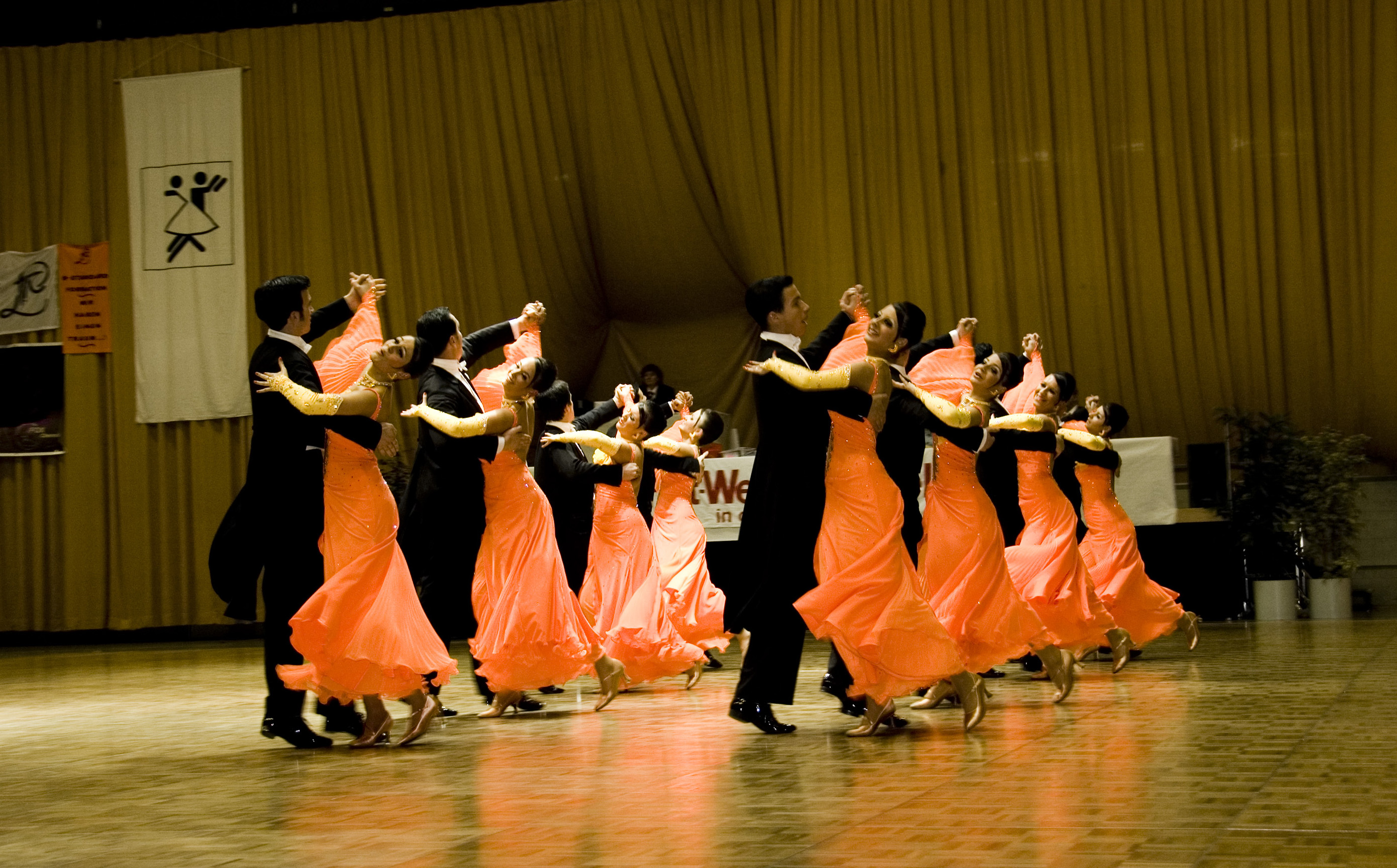
B-Standardformation des 1. TC Ludwigsburg, 2009

Formationstanzen ist im Gegensatz zum Paartanz und Solotanz das gemeinsame koordinierte Tanzen von mehr als zwei Personen. Prinzipiell lässt sich das Formationstanzen in zwei Arten aufteilen. Zum einen gibt es Formationen aus Einzeltänzern und zum anderen Formationen aus Paaren. Formationen aus Einzeltänzern sind z. B. im Jazz-Modern-Dance und im Gardetanz, als auch im Hip-Hop, Showdance und Stepptanz verbreitet. Formationen aus Paaren tanzen entweder einen einzelnen Tanz oder eine größere Anzahl von Tänzen ähnlicher Art.
Je nach getanzten Tänzen kann wiederum in eine Vielzahl von Arten untergliedert werden. Im deutschsprachigen Raum am etabliertesten sind die Standard- und Latein-Formationen, welche in den Ligen des Deutschen Tanzsportverbands (DTV) starten. Zehn-Tänze-Formationen, die alle zehn Standard- und Lateintänze tanzen, gibt es derzeit in Deutschland nicht.
Dieser Artikel behandelt in erster Linie den Formationssport im Bereich der Standard- und Lateintänze, wie er vom DTV und der World Dancesport Federation (WDSF) reglementiert wird. Hier besteht ein Formationsteam aus mindestens sechs und maximal acht Paaren. Ein Turnier wird in der Regel mit acht Paaren bestritten. Sonstige Formationen, die Rock ’n’ Roll, Boogie-Woogie oder Jazz-Modern-Dance tanzen, werden in den Artikeln der jeweiligen Tänze behandelt.

## Charakteristik

### Musik
Die Musik darf bei Standard- und Lateinturnierformationen maximal sechs Minuten lang sein. Sie besteht aus Einmarsch, Hauptteil und Ausmarsch, wobei nur der Hauptteil in die Wertung eingeht. Der Hauptteil muss zwischen drei und viereinhalb Minuten lang sein. Der Ein- und Ausmarsch darf zusammen nicht länger als anderthalb Minuten sein, wobei deren Aufteilung beliebig ist. Sie sind dazu da, das Publikum auf das jeweilige Thema einzustimmen, werden vom Wertungsgericht aber nicht in die Wertung mit einbezogen. Die einzelnen Teile werden durch ein akustisches Signal, meist durch einen Gongschlag, voneinander getrennt.
In der Regel ist die Musik ein Arrangement von bekannten Musikstücken, die durch Bearbeitung an den jeweiligen Tanz angepasst werden. Jede Formationsmusik hat ein Thema, wie z. B. den Namen einer Musikgruppe, von der die Stücke stammen, oder ein Thema wie „Gipsy“ (engl. „Zigeuner“), „Swing“ oder „Cuba“. Im Grunde genommen ist dem Choreografen bei der Wahl der Musik keine Grenze gesetzt, solange die gewählte Musik der Charakteristik der jeweiligen Tänze entspricht.
Die Produktion einer solchen Formationsmusik kann bis zu 15.000 Euro und mehr kosten, wenn diese von einem Orchester passend auf die Bedürfnisse einer Formation eingespielt wird. Das wird in der Hauptsache von finanzstarken Vereinen der Bundesligen praktiziert, die diese in den Folgejahren zur Refinanzierung an andere Teams unterer Ligen vermieten. Eine zusammengeschnittene Formationsmusik ist hingegen deutlich günstiger und kann – je nach vorhandenem musikalischen Kenntnissen und technischem Wissen – durchaus in Eigenarbeit erstellt werden. Da der Arbeitsaufwand und die nötige Erfahrung zur Erstellung einer geschnittenen Musik nicht gering ist, wird oftmals jedoch, in Vereinen jeder Größe, auf eine gemietete Musik zurückgegriffen.

### Bilder
Durch die Veränderungen der Tanzpositionen werden sogenannte Bilder gestellt. So sehen die Wertungsrichter zum Beispiel Rauten, Diamanten, Linien, Kreise, Reihen und Diagonalen. Die Bildentwicklung macht einen großen Teil der choreografischen Leistung aus, da die Wirkung der Schritte und Posen auch stark von den Bildern abhängig ist. Alle Teile müssen aufeinander abgestimmt werden.

### Tanztypische Besonderheiten
Zusätzlich zu den üblichen Figuren eines Tanzes gibt es spezielle, die nur in Formationsdarbietungen vorkommen. Dazu gehören bei Lateinformationen neben sonstigen Effekten das Roundabout, auch als Wanderroundabout und mit Bodenwischer, Pirouetten, Lankenaus, Kettenreaktionen, die sogenannte Velberter Rose, Potstirrer und der Wind, deren gute Ausführungsqualität sehr publikumswirksam sind. Auch sind Herrensoli wegen der meistens dunklen Kleidung und des hellen Parketts sehr beliebt, da hier die Synchronität besonders leicht zu erkennen ist. Im Ein- und Ausmarsch sind zudem Hebefiguren erlaubt.

### Kleidung
Im Bereich der Standardformationen ist für alle Herren ein Frack oder eine Weste in schwarz oder mitternachtsblau vorgeschrieben. Im Lateinbereich sind die Herren in der Regel schwarz gekleidet, da so der Kontrast zum hellen Parkett am größten ist und Bilder leichter zu erkennen sind. Die Regeln sind hier jedoch liberaler. So müssen die Tänzer lediglich einheitlich gekleidet sein. Die Damen dürfen im Rahmen der Kleiderordnung der Turnier- und Sportordnung des DTV unterschiedliche Kleider tragen, was jedoch nur sehr selten der Fall ist.

### Bewertung
Die Wertungsrichter bewerten die Leistungen der Mannschaften mit Hilfe eines Punktesystems relativ zueinander. Hierbei stehen ihnen vier Wertungsgebiete zur Verfügung, die, im Gegensatz zum Wertungssystem bei Einzelwettbewerben, gleichberechtigt nebeneinander stehen.
Musik
Alle Tänzer müssen dem Rhythmus und dem Takt der Musik folgen. Alle Bewegungen sollen zeitgleich ausgeführt werden. Die Musik selbst (also die Auswahl der Musikstücke) wird nicht bewertet.
Tänzerische Leistung
Gewertet wird die Durchschnittsleistung der Formation. Es sollten also alle Tänzer/Paare auf einem ähnlichen Niveau tanzen. Übergänge zwischen Bildern sollen mittels tanztypischer Figuren ertanzt und nicht gelaufen werden.
Ausführung der Choreographie
Gewünscht sind gerade Linien und runde Kreise, harmonische und „gut lesbare“ Übergänge zwischen den Bildern. Die Aufteilung der Mannschaft im Raum sollte innerhalb der Choreographie ausgewogen um die Mitte und die Mittelachsen gestaltet sein. Die Fläche sollte vollständig ausgenutzt werden.
Durchgängigkeit und Charakteristik
Die Tänze sollen ab dem ersten Takt anhand ihrer charakteristischen Bewegungen erkennbar sein. Der gesamte Vortrag sollte dabei ohne überflüssige Stopps durchgehend gezeigt werden. Ausnahmen bilden Posen, die als „Klatschpausen“ genutzt werden.
In der Vorrunde werden die Wertungen noch verdeckt gegeben, und die Mannschaften in ein großes und ein kleines Finale eingeteilt. Jedes Finale wird dann für sich mit offenen Platzempfehlungen gewertet, aus welchen sich durch Anwendung des Majoritätssystems der finale Platz ergibt. Ausnahmen bildet die Deutsche Meisterschaft sowie WM und EM, bei denen eine Vor-, Zwischen und Endrunde getanzt wird. Letztere wird dann auch offen gewertet.

## Wettbewerbe

### Ligastruktur in Deutschland

Ligabereiche im DTV (Nord, West und Süd)

Das Ligasystem des Deutschen Tanzsportverbandes ist weltweit einzigartig und gliedert sich in drei Ligabereiche: Nord, West und Süd. Im Lateinbereich vierstufig, reicht es von den Landesligen über die Regionalligen und 2. Bundesligen der einzelnen Ligabereiche bis zur 1. Bundesliga, die eingleisig geführt wird. Im Standardbereich beginnen die Turniere erst in der 2. Bundesliga, da die Anzahl der Mannschaften hier insgesamt geringer ist. Auch wurden schon die Ligabereiche der einzelnen Bereiche zusammengelegt, da nicht genügend Teilnehmer vorhanden waren (aktuell Süd und West). Da in den neuen Bundesländern nur vereinzelt Formationstanz betrieben wurde, war die Schaffung eines eigenen Ligabereiches Ost mangels Teilnehmer bisher nicht sinnvoll, so dass Vereine aus diesen Gebieten den Ligabereichen Nord (z. B. Berlin) oder Süd (z. B. Thüringen) zugeteilt worden sind. Außerdem besteht der Ligabereich West nur aus dem nordrhein-westfälischen Landesverband (TNW).
Getanzt werden in der Regel fünf Turniere mit allen Mannschaften einer Ligagruppe, die möglichst aus acht Mannschaften besteht. Am Ende des fünften Turnieres werden die Mannschaften nach der Summe ihrer Ergebnisse sortiert und steigen entweder direkt auf oder nehmen an Aufstiegsturnieren teil. Der Abstieg ist in allen Ligen direkt, d. h., dass es keine echten Relegationsturniere gibt. Die genaue Anzahl der Auf- und Absteiger richtet sich nach Mannschaftszahl und wird jährlich vom Sportwart des DTV bestimmt.
Höhepunkt der Saison ist die Deutsche Meisterschaft der Formationen, zu der die Mannschaften der 1. Bundesligen (Standard und Latein) teilnahmeberechtigt sind. Zu beachten ist hier, dass das Abschneiden in der 1. Bundesliga als Tabellenführer noch nicht den Deutschen Meister kürt. Abgesehen von der Vergabe des nationalen Titels wird auch um die Startplätze der internationalen Wettbewerbe der WDSF gestritten.
In der Saison 2006/07 tanzten 145 Latein-Formationen aus 90 Vereinen und 38 Standard-Formationen aus 29 Vereinen. Die größten Vereine waren der Grün-Gold-Club Bremen mit fünf Latein-Formationen sowie der TSC Rot-Gold-Casino Nürnberg und der Aachener TSC Blau-Silber mit je vier startenden Latein-Teams.
In der Saison 2022/23 war der TSC Rot-Gold-Casino Nürnberg mit 6 startenden Lateinformationen der größte Verein im Bereich Latein. Der TSC Grün-Weiß Braunschweig, TSZ Blau-Gold-Casino Darmstadt, das Tanzsportteam d. ASC Göttingen 1846 und der TSC Rot-Gold-Casino Nürnberg, die allesamt mit 2 Standardformationen starteten, waren die größten Vereine im Bereich Standard. Mit insgesamt 8 startenden Mannschaften war das TSC Rot-Gold-Casino Nürnberg folglich der größte Verein Deutschlands.
Die folgenden „Liga-Pyramiden“ stellen den Aufbau des deutschen Ligasystems der Saison 20023/24 des DTV schematisch dar. Der aktuelle Tabellenstand und die Termine der Turniere aller Ligen können auf der offiziellen Webseite des Deutschen Tanzsportverband e. V. eingesehen werden.

### Nationale Wettbewerbe des DTV
Neben dem Ligabetrieb wird einmal im Jahr die Deutsche Meisterschaft in Form eines einzelnen Turnieres veranstaltet. Sie ist gleichzeitig auch Auftaktturnier einer Saison und dient vielen Teams zur Vorstellung von neuen Choreographien für die dann kommenden Bundesligaturniere. Teilnahmeberechtigt sind alle Teams der 1. Bundesligen in ihrer jeweiligen Tanzart. So starten auch die Aufsteiger aus der 2. Bundesliga und müssen sich an der Konkurrenz aus der 1. Liga messen.
Aufgeführt sind hier der Erste und Zweite der Meisterschaften.
| Jahr | Austragungsort | Standard                                        | Standard                            | Latein                                          | Latein                                          |
| Jahr | Austragungsort | Gold                                            | Silber                              | Gold                                            | Silber                                          |
| ---- | -------------- | ----------------------------------------------- | ----------------------------------- | ----------------------------------------------- | ----------------------------------------------- |
| 2023 | Braunschweig   | Braunschweiger TSC                              | 1. TC Ludwigsburg                   | Grün-Gold-Club Bremen                           | Blau-Weiss Buchholz                             |
| 2022 | Bremen         | Braunschweiger TSC                              | Tanzsporteam d. ASC Göttingen 1846  | Grün-Gold-Club Bremen                           | TSG Bremerhaven                                 |
| 2021 | Bremerhaven    | Braunschweiger TSC                              | Tanzsportteam d. ASC Göttingen 1846 | Grün-Gold-Club Bremen                           | 1. TSZ Velbert                                  |
| 2020 | Düsseldorf     | abgesagt                                        | abgesagt                            | abgesagt                                        | abgesagt                                        |
| 2019 | Hamburg        | TSC Schwarz-Gold Göttingen                      | Braunschweiger TSC                  | Grün-Gold-Club Bremen                           | 1. TSZ Velbert                                  |
| 2018 | Braunschweig   | Braunschweiger TSC                              | 1. TC Ludwigsburg                   | Grün-Gold-Club Bremen                           | 1. TSZ Velbert                                  |
| 2017 | Bremen         | 1. TC Ludwigsburg                               | TSC Schwarz-Gold Göttingen          | Grün-Gold-Club Bremen                           | FG TTC Rot-Weiss-Silber Bochum / TSZ Velbert    |
| 2016 | Bamberg        | Braunschweiger TSC                              | TSC Schwarz-Gold Göttingen          | Grün-Gold-Club Bremen                           | FG TTC Rot-Weiss-Silber Bochum / TSZ Velbert    |
| 2015 | Bremen         | 1. TC Ludwigsburg                               | Braunschweiger TSC                  | Grün-Gold-Club Bremen                           | FG TSZ Aachen / TD TSC Düsseldorf Rot-Weiss     |
| 2014 | Ludwigsburg    | Braunschweiger TSC                              | 1. TC Ludwigsburg                   | Grün-Gold-Club Bremen                           | FG TSZ Aachen/TD TSC Düsseldorf Rot-Weiss       |
| 2013 | Braunschweig   | Braunschweiger TSC                              | 1. TC Ludwigsburg                   | Grün-Gold-Club Bremen                           | FG TSZ Aachen/TD TSC Düsseldorf Rot-Weiss       |
| 2012 | Düsseldorf     | Braunschweiger TSC                              | 1. TC Ludwigsburg                   | Grün-Gold-Club Bremen                           | FG TSZ Aachen/TD TSC Düsseldorf Rot-Weiss       |
| 2011 | Bremen         | Braunschweiger TSC                              | 1. TC Ludwigsburg                   | Grün-Gold-Club Bremen                           | FG TSZ Aachen/TD TSC Düsseldorf Rot-Weiss       |
| 2010 | Nürnberg       | Braunschweiger TSC                              | 1. TC Ludwigsburg                   | Grün-Gold-Club Bremen                           | TSZ Velbert                                     |
| 2009 | Braunschweig   | 1. TC Ludwigsburg                               | Braunschweiger TSC                  | Grün-Gold-Club Bremen                           | TSZ Velbert                                     |
| 2008 | Bremen         | 1. TC Ludwigsburg                               | Braunschweiger TSC                  | Grün-Gold-Club Bremen                           | TSZ Velbert                                     |
| 2007 | Bochum         | 1. TC Ludwigsburg                               | Braunschweiger TSC                  | Grün-Gold-Club Bremen                           | TSG Bremerhaven                                 |
| 2006 | Stuttgart      | 1. TC Ludwigsburg                               | Braunschweiger TSC                  | TSG Bremerhaven                                 | Grün-Gold-Club Bremen                           |
| 2005 | Bremen         | Braunschweiger TSC                              | 1. TC Ludwigsburg                   | Grün-Gold-Club Bremen                           | TSG Bremerhaven                                 |
| 2004 | Düsseldorf     | Braunschweiger TSC                              | 1. TC Ludwigsburg                   | Grün-Gold-Club Bremen                           | TSG Bremerhaven                                 |
| 2003 | Braunschweig   | Braunschweiger TSC                              | 1. TC Ludwigsburg                   | TSG Bremerhaven                                 | Grün-Gold-Club Bremen                           |
| 2002 | Bremen         | Braunschweiger TSC                              | 1. TC Ludwigsburg                   | TD TSC Düsseldorf Rot-Weiß                      | TSG Bremerhaven                                 |
| 2001 | Sindelfingen   | Braunschweiger TSC                              | 1. TC Ludwigsburg                   | TSG Bremerhaven                                 | TSC Schwarz-Gelb Aachen                         |
| 2000 | Bremerhaven    | Braunschweiger TSC                              | TC Allround Berlin                  | TSG Bremerhaven                                 | TD TSC Düsseldorf Rot-Weiß                      |
| 1999 | Karlsruhe      | TC Allround Berlin                              | Braunschweiger TSC                  | TSG Bremerhaven                                 | TD TSC Düsseldorf Rot-Weiß                      |
| 1998 | Köln           | TC Allround Berlin                              | TD TSC Düsseldorf Rot-Weiß          | TSC Schwarz-Gelb Aachen                         | TSG Bremerhaven                                 |
| 1997 | Bremen         | Braunschweiger TSC                              | TC Allround Berlin                  | TSG Bremerhaven                                 | TD TSC Düsseldorf Rot-Weiß                      |
| 1996 | Sindelfingen   | 1. TC Ludwigsburg                               | Braunschweiger TSC                  | TSC Schwarz-Gelb Aachen                         | TSG Bremerhaven                                 |
| 1995 | Köln           | Braunschweiger TSC                              | 1. TC Ludwigsburg                   | TSC Schwarz-Gelb Aachen                         | TSG Bremerhaven                                 |
| 1994 | Berlin         | Braunschweiger TSC                              | 1. TC Ludwigsburg                   | TSG Bremerhaven                                 | TD TSC Düsseldorf Rot-Weiß                      |
| 1993 | Bremerhaven    | 1. TC Ludwigsburg                               | Braunschweiger TSC                  | TD TSC Düsseldorf Rot-Weiß                      | TSG Bremerhaven                                 |
| 1992 | Stuttgart      | 1. TC Ludwigsburg                               | Braunschweiger TSC                  | TSG Bremerhaven                                 | TSC Schwarz-Gelb Aachen                         |
| 1991 | Köln           | Braunschweiger TSC                              | 1. TC Ludwigsburg                   | TSC Schwarz-Gelb Aachen                         | TSG Bremerhaven                                 |
| 1990 | Bremen         | Braunschweiger TSC                              | 1. TC Ludwigsburg                   | TSG Bremerhaven                                 | TSC Schwarz-Gelb Aachen                         |
| 1989 | Düsseldorf     | Braunschweiger TSC                              | 1. TC Ludwigsburg                   | TSG Bremerhaven                                 | TSZ Velbert                                     |
| 1988 | Bremen         | 1. TC Ludwigsburg                               | Braunschweiger TSC                  | TSG Bremerhaven                                 | TSZ Velbert                                     |
| 1987 | Stuttgart      | 1. TC Ludwigsburg                               | Braunschweiger TSC                  | TSG Bremerhaven                                 | TSZ Velbert                                     |
| 1986 | Offenbach      | 1. TC Ludwigsburg                               | Braunschweiger TSC                  | TSZ Velbert                                     | TSG Bremerhaven                                 |
| 1985 | Braunschweig   | 1. TC Ludwigsburg                               | Braunschweiger TSC                  | TSG Bremerhaven                                 | TSZ Velbert                                     |
| 1984 | Düsseldorf     | TD TSC Düsseldorf Rot-Weiß                      | 1. TC Ludwigsburg                   | TSG Bremerhaven                                 | TSZ Velbert                                     |
| 1983 | Offenbach      | TD TSC Düsseldorf Rot-Weiß                      | Club Saltatio Hamburg               | TSG Bremerhaven                                 | TSC Kongress Gelsenkirchen                      |
| 1982 | Hamburg        | TF Weiß-Blau Düsseldorf                         | Club Saltatio Hamburg               | TSC Kongress Gelsenkirchen                      | TSG Bremerhaven                                 |
| 1981 | Braunschweig   | TF Weiß-Blau Düsseldorf                         | Club Saltatio Hamburg               | TSG Bremerhaven                                 | TSC Kongress Gelsenkirchen                      |
| 1980 | Hamburg        | TF Weiß-Blau Düsseldorf                         | TD TSC Düsseldorf Rot-Weiß          | TSG Bremerhaven                                 | TD TSC Düsseldorf Rot-Weiß                      |
| 1979 | Bremerhaven    | TD TSC Düsseldorf Rot-Weiß                      | TF Weiß-Blau Düsseldorf             | TSG Bremerhaven                                 | TD TSC Düsseldorf Rot-Weiß                      |
| 1978 | Düsseldorf     | TF Weiß-Blau Düsseldorf                         | TD TSC Düsseldorf Rot-Weiß          | TSG Bremerhaven                                 | TD TSC Düsseldorf Rot-Weiß                      |
| 1977 | Braunschweig   | TF Weiß-Blau Düsseldorf                         | TD TSC Düsseldorf Rot-Weiß          | TSG Bremerhaven                                 | TD TSC Düsseldorf Rot-Weiß                      |
| 1976 | Minden         | TD TSC Düsseldorf Rot-Weiß                      | Tanzsport-Club Neuss                | TD TSC Düsseldorf Rot-Weiß                      | TSG Bremerhaven                                 |
| 1975 | Nürnberg       | TTC Harburg                                     | TD TSC Düsseldorf Rot-Weiß          | TD TSC Düsseldorf Rot-Weiß                      | TTC Harburg                                     |
| 1974 | Bremerhaven    | TTC Harburg                                     | TD TSC Düsseldorf Rot-Weiß          | TD TSC Düsseldorf Rot-Weiß                      | TTC Harburg                                     |
| 1973 | Neuss          | TTC Harburg                                     | TD TSC Düsseldorf Rot-Weiß          | TD TSC Düsseldorf Rot-Weiß                      | TTC Harburg                                     |
| 1972 | Bremen         | TTC Harburg                                     | TD TSC Düsseldorf Rot-Weiß          | TD TSC Düsseldorf Rot-Weiß                      | TTC Harburg                                     |
| 1971 | Oldenburg      | TTC Harburg                                     | TD TSC Düsseldorf Rot-Weiß          | TD TSC Düsseldorf Rot-Weiß                      | TTC Harburg                                     |
| 1970 | Hannover       | TTC Harburg                                     | TD TSC Düsseldorf Rot-Weiß          | TTC Harburg                                     | TD TSC Düsseldorf Rot-Weiß                      |
| 1969 | Neuss          | TTC Harburg                                     | TD TSC Düsseldorf Rot-Weiß          | TD TSC Düsseldorf Rot-Weiß                      | TTC Harburg                                     |
| 1968 | Hamburg        | TTC Harburg                                     | TTC Rot-Weiß Bielefeld              | TTC Harburg                                     | TD TSC Düsseldorf Rot-Weiß                      |
| 1967 | Berlin         | TTC Harburg                                     | TD TSC Düsseldorf Rot-Weiß          | TTC Harburg                                     | TD TSC Düsseldorf Rot-Weiß                      |
| 1966 | Neuss          | Gesellschaftskreis und Junioren-Club Düsseldorf | TTC Harburg                         | TTC Harburg                                     | Gesellschaftskreis und Junioren-Club Düsseldorf |
| 1965 | Köln           | Gesellschaftskreis und Junioren-Club Düsseldorf | Grün-Weiß Klub Köln                 | Gesellschaftskreis und Junioren-Club Düsseldorf | Grün-Weiß Klub Köln                             |

### Wettbewerbsstruktur in Österreich
Das derzeitige österreichische Ligasystem besteht seit dem 1. Januar 2009 und gliedert sich in 1. und 2. Bundesliga. Startberechtigt in der 1. und 2. Bundesliga sind Formationen mit Startkarte des Österreichischen Tanzsportverbandes (ÖTSV). Die Hobbyliga ersetzt die bis Ende 2008 durchgeführten Breitensportturniere, hier sind alle Formationen ohne Startkarte startberechtigt. Das am Ende der Saison auf dem ersten Platz liegende Team der 2. Bundesliga steigt automatisch in die erste Liga auf. Das auf dem letzten Platz liegende Team der 1. Bundesliga steigt automatisch in die 2. Bundesliga ab. Der Abstieg erfolgt jedoch nur, wenn zum Ende der Saison inklusive der aufgestiegenen Teams zumindest sechs Teams in der 1. Bundesliga verbleiben.
Zurzeit (Stand 2023) befinden sich TSC Schwarz Gold (A-Team und B-Team), HSV Zwölfaxing (A-Team, B-Team, C-Team) sowie der UFTSC Perchtoldsdorf in der 1. Bundesliga Latein. In der 2. Bundesliga Latein sind zurzeit Mannschaften unter anderem folgender Clubs vertreten: HSV Zwölfaxing, TSC Schwarz-Gold, TSC blau-grün Wien, UFTSC Perchtoldsdorf, TSC Rot-Weiss Wien, UTSC Dancefire Wiener Neustadt und TSK Wienerwald Mödling. In der Bundesliga Standard tanzen TSK Juventus, TSC Schwarz Gold (A-Team und B-Team) und TSK Wienerwald Mödling. Seit kurzem finden auch Bewerbe in der Liga der All Girls Ladies-Formationen statt. Hier finden sich folgende Klubs: HSV Zwölfaxing, TSC Schwarz-Gold, UTSC Dance Unity, TSC HIB Saalfelden, UTSC Choice Styria.
Zusätzlich findet jährlich eine Staatsmeisterschaft der Formationen statt. Die bisherigen österreichischen Staatsmeister der Latein-Klasse stellten unter anderem der UTSC Forum Wien (1991, 1993, 1999–2003), der 1. SFTC Rot-Weiss 90, Salzburg (1992, 1994–1997), der HSV-Zwölfaxing (2004–2015, 2018–2023) sowie der TSC Schwarz Gold (2016, 2017). Seit 2016 wird für die Teams der Bundesliga Standard eine österreichische Meisterschaft, seit 2023 eine Staatsmeisterschaft ausgetragen. Den Staatsmeistertitel der Formationen Standard konnte 2016, 2018 und 2023 der TSC Schwarz Gold ertanzen, 2017 ging der Titel an den TSK Wienerwald Mödling, 2019–2022 erreichte der TSK Juventus den ersten Platz.
International erreichten der HSV-Zwölfaxing und der TSC Schwarz Gold einige Finalplatzierungen bei Europa- und Weltmeisterschaften. Der HSV-Zwölfaxing tanzt seit 2008 regelmäßig (mit nur wenigen Ausnahmen) bis ins Finale der Europa- und Weltmeisterschaften. Der TSC Schwarz Gold tanzte sich mit der Lateinformation bei Europameisterschaften zwischen 2010 und 2014 mehrmals ins Finale und zwischen 2015 und 2021 auch den regelmäßigen Finaleinzug bei den Weltmeisterschaften. 2022 gelang den Standard-Team des TSC Schwarz Gold und TSK Juventus erstmals der Einzug in das Finale der Weltmeisterschaft. Der TSC blau-grün Wien belegte in der Vergangenheit bei der Weltmeisterschaft 2008 den 14. Platz sowie bei der Europameisterschaft 2009 in Vilnius den 8. Platz.
Über die Teilnahme an Europa- und Weltmeisterschaften entscheidet das Präsidium des ÖTSV: Üblicherweise darf der Gesamtsieger der 1. Bundesliga und der Sieger der Staatsmeisterschaft teilnehmen. Ist der Staatsmeister und Sieger der Bundesliga dieselbe Mannschaft, wird meist zusätzlich der Zweitplatzierte aus der Bundesliga zu internationalen Meisterschaften entsandt.

### Österreichische Staatsmeisterschaft der Formationen
Die Österreichischen Meisterschaften und Staatsmeisterschaften finden für die Disziplinen Standard und Latein jeweils in einer gemeinsamen Veranstaltung mit der Meisterschaft Kür (Showdance) statt. Aufgeführt sind hier der ersten drei Mannschaften der Staatsmeisterschaft Latein und Standard sowie der österreichischen Meisterschaft All Girls. Diese Meisterschaft findet jährlich im Mai/Juni statt und ist das letzte Turnier der Bundesliga-Saison. Hier wird über die Mannschaften entschieden, die in der folgenden Saison die Möglichkeit haben, an internationalen Meisterschaften teilzunehmen.
| Jahr | Austragungsort | Latein                           | Latein                           | Latein                           | Standard                              | Standard                              | Standard                              | All Girls                                      | All Girls                                      | All Girls                                      |
| Jahr | Austragungsort | Gold                             | Silber                           | Bronze                           | Gold                                  | Silber                                | Bronze                                | Gold                                           | Silber                                         | Bronze                                         |
| ---- | -------------- | -------------------------------- | -------------------------------- | -------------------------------- | ------------------------------------- | ------------------------------------- | ------------------------------------- | ---------------------------------------------- | ---------------------------------------------- | ---------------------------------------------- |
| 2024 | Telfs          | HSV Zwölfaxing (A-Team)          | FTSC Perchtoldsdorf              | HSV Zwölfaxing (B-Team)          | TSC Schwarz Gold (A-Team)             | TSK Apollo-Mödling                    | TSC Schwarz Gold (B-Team)             | UTSC Dance Unity (A-Team)                      | UTSC Dance Unity (B-Team)                      | TSC Schwarz Gold (All Girls)                   |
| 2023 | Perchtoldsdorf | HSV Zwölfaxing                   | FTSC Perchtoldsdorf              | TSC Schwarz Gold (A-Team Latein) | TSC Schwarz Gold (A-Team Standard)    | TSK Juventus                          | TSK Wienerwald Mödling                | UTSC Dance Unity                               | TSC HIB Saalfelden                             | TSC Schwarz Gold (All Girls)                   |
| 2022 | Purkersdorf    | HSV Zwölfaxing                   | FTSC Perchtoldsdorf              | TSC Schwarz Gold (A-Team Latein) | TSK Juventus (A-Team)                 | TSC Schwarz Gold (A-Team Standard)    | TSK Juventus (B-Team)                 | keine Meisterschaft vor 2023 (außer Hobbyliga) | keine Meisterschaft vor 2023 (außer Hobbyliga) | keine Meisterschaft vor 2023 (außer Hobbyliga) |
| 2021 | Perchtoldsdorf | HSV Zwölfaxing                   | TSC Schwarz Gold (A-Team Latein) | FTSC Perchtoldsdorf              | TSK Juventus (A-Team)                 | TSC Schwarz Gold (A-Team Standard)    | TSK Juventus (B-Team)                 |                                                |                                                |                                                |
| 2019 | Purkersdorf    | HSV Zwölfaxing                   | TSC Schwarz Gold (A-Team Latein) | FTSC Perchtoldsdorf              | TSK Juventus                          | TSC Schwarz Gold (A-Team Standard)    | TSK Wienerwald Mödling                |                                                |                                                |                                                |
| 2018 | St. Pölten     | HSV Zwölfaxing (A-Team)          | TSC Schwarz Gold (A-Team Latein) | HSV Zwölfaxing (B-Team)          | TSC Schwarz Gold (A-Team Standard)    | TSK Wienerwald Mödling                | -                                     |                                                |                                                |                                                |
| 2017 | Hollabrunn     | TSC Schwarz Gold (A-Team Latein) | HSV Zwölfaxing                   | FTSC Perchtoldsdorf              | TSK Wienerwald Mödling                | TSC Schwarz Gold (A-Team Standard)    | -                                     |                                                |                                                |                                                |
| 2016 | Hitzendorf     | TSC Schwarz Gold (A-Team Latein) | HSV Zwölfaxing                   | FTSC Perchtoldsdorf              | TSC Schwarz Gold (A-Team Standard)    | TSK Wienerwald Mödling                | -                                     |                                                |                                                |                                                |
| 2015 | Perchtoldsdorf | HSV Zwölfaxing                   | TSC Schwarz Gold                 | FTSC Perchtoldsdorf              | keine Meisterschaft Standard vor 2016 | keine Meisterschaft Standard vor 2016 | keine Meisterschaft Standard vor 2016 |                                                |                                                |                                                |
| 2014 | Steyr          | HSV Zwölfaxing                   | TSC Schwarz Gold (A-Team)        | TSC Schwarz Gold (B-Team)        |                                       |                                       |                                       |                                                |                                                |                                                |
| 2013 | Hollabrunn     | HSV Zwölfaxing                   | TSC Schwarz Gold (A-Team)        | TSC Schwarz Gold (B-Team)        |                                       |                                       |                                       |                                                |                                                |                                                |
| 2012 | Wien           | HSV Zwölfaxing                   | TSC Schwarz Gold (A-Team)        | TSC Schwarz Gold (B-Team)        |                                       |                                       |                                       |                                                |                                                |                                                |
| 2011 | Krems          | HSV Zwölfaxing                   | TSC Schwarz Gold                 | TSC blau-grün Wien               |                                       |                                       |                                       |                                                |                                                |                                                |
| 2010 | Perchtoldsdorf | HSV Zwölfaxing                   | TSC Schwarz Gold                 | TSC blau-grün Wien               |                                       |                                       |                                       |                                                |                                                |                                                |
| 2009 | Oberwart       | HSV Zwölfaxing (A-Team)          | TSC blau-grün Wien               | HSV Zwölfaxing (B-Team)          |                                       |                                       |                                       |                                                |                                                |                                                |
| 2008 | Perchtoldsdorf | HSV Zwölfaxing                   | TSC blau-grün Wien               | ATK Wien Auhof                   |                                       |                                       |                                       |                                                |                                                |                                                |
| 2007 | Horn           | HSV Zwölfaxing                   | ATK Wien Auhof                   | TSC blau-grün Wien               |                                       |                                       |                                       |                                                |                                                |                                                |
| 2006 | Krems          | HSV Zwölfaxing                   | ATK Wien Auhof                   | TSC Vienna Dance                 |                                       |                                       |                                       |                                                |                                                |                                                |
| 2005 | Perchtoldsdorf | HSV Zwölfaxing (A-Team)          | HSV Zwölfaxing (B-Team)          | ATK Wien Auhof                   |                                       |                                       |                                       |                                                |                                                |                                                |
| 2004 | Perchtoldsdorf | HSV Zwölfaxing (A-Team)          | HSV Zwölfaxing (B-Team)          | ATK U2 Rathaus Wien              |                                       |                                       |                                       |                                                |                                                |                                                |
| 2003 | k. A.          | UTSC Forum Wien                  | HSV Zwölfaxing                   | 1. SFTC Salzburg                 |                                       |                                       |                                       |                                                |                                                |                                                |
|      | …              |                                  |                                  |                                  |                                       |                                       |                                       |                                                |                                                |                                                |

### Internationale Wettbewerbe der WDSF

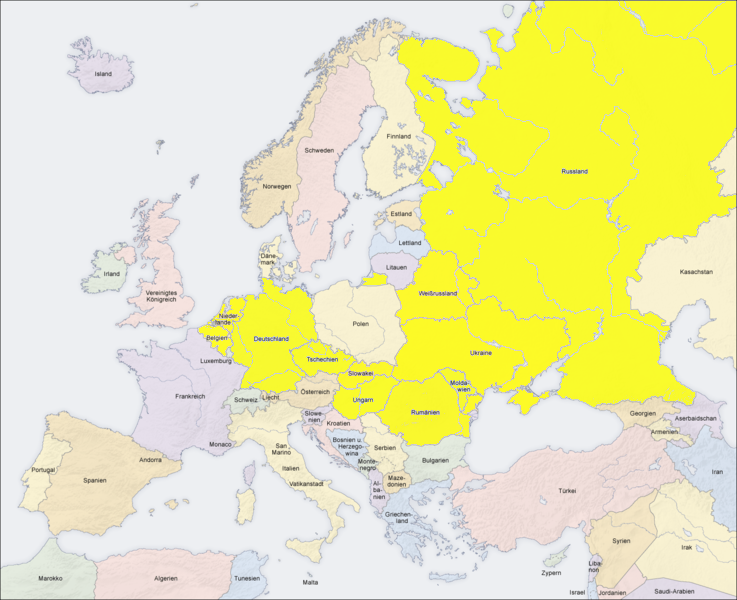
Teilnehmerstaaten der WM 2006 (Standard)

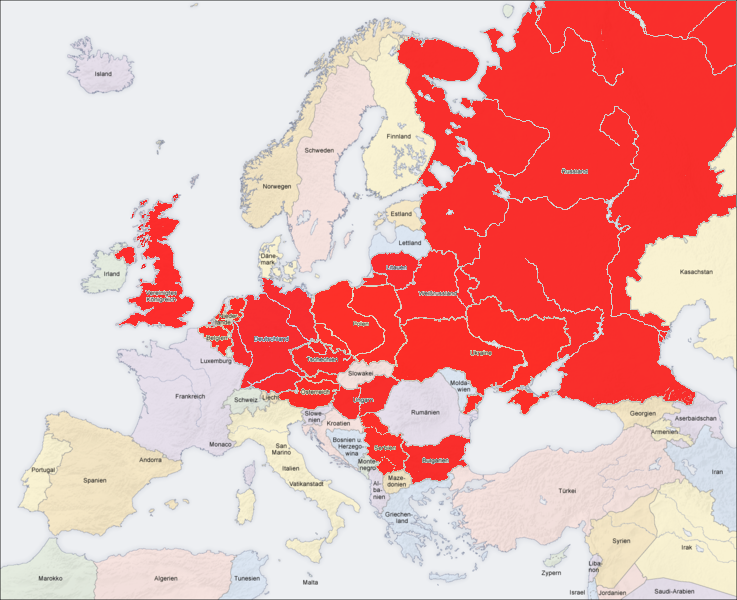
Teilnehmerstaaten der WM 2006 (Latein)

Die internationalen Wettbewerbe der World Dance Sport Federation (WDSF) wurden bis Ende der 1990er-Jahre klar von deutschen Mannschaften (insbesondere von der TSG Bremerhaven) dominiert. Nach dem Fall des eisernen Vorhanges sind viele deutsche Trainer nach Osteuropa gegangen und haben dort beim Aufbau von Formationen entscheidenden Einfluss gehabt, sodass die dortigen Teams immer stärker wurden. Nach vier dominanten Jahren des Teams aus Litauen konnte 2006 der Grün-Gold-Club Bremen den Weltmeistertitel (Latein) wieder nach Deutschland holen.
Obwohl die internationalen Meisterschaften wie EM und WM von der WDSF ausgerichtet werden und diese heute über 80 nationale Mitgliedsvereinigungen auf fünf Kontinenten verfügt, kommen die teilnehmenden Teams hauptsächlich aus Mittel- und Osteuropa. So vertraten zum Beispiel bei der Weltmeisterschaft 2006 in Bremen (Latein) und Moskau (Standard) Mannschaften aus folgenden Nationen ihre Heimatländer:
| Latein | Standard |
| --- | --- |
| - Deutschland (*) - Litauen (*) - Russland (*) - Ungarn (*) - Niederlande (*) - Belarus - Polen (*) - Österreich - Tschechien (*) - Ukraine - Serbien (*) - Belgien (*) - Bulgarien - Vereinigtes Königreich (*) | - Russland (*) - Moldau (*) - Deutschland (*) - Belarus - Niederlande (*) - Slowakei - Tschechien (*) - Ungarn (*) - Rumänien - Belgien - Ukraine (*) |
| 24 Mannschaften aus 14 Nationen | 18 Mannschaften aus 11 Nationen |
| (*) durch zwei Mannschaften vertreten | |

Dadurch unterscheidet sich sowohl im Latein- als auch im Standardbereich das Teilnehmerfeld der Welt- und Europameisterschaften praktisch nicht, so dass es zweimal im Jahr zu einem Treffen der jeweiligen Spitzenteams kommt.
Die Veranstaltungstermine liegen meist im Herbst oder im Frühjahr und gliedern sich daher nicht immer ideal in die Saison des deutschen Ligasystems ein.

#### Weltmeisterschaft
Weltmeisterschaften werden seit 1973 durchgeführt. Im Lateinbereich konnte die TSG Bremerhaven seitdem 14 Titel für sich gewinnen, gefolgt vom Grün-Gold-Club Bremen mit zwölf Titeln und dem Klaipėda University Team Žuvėdra, welches siebenmal siegen konnte. Im Standardbereich ertanzten sich die Formation des 1. Tanzclubs Ludwigsburg und des Braunschweigers TSC jeweils elf Titel, gefolgt von Vera Tyumen mit sechs Meisterschaften.

#### Europameisterschaft
Die Europa- und Vizeeuropameister seit 1995:
| Jahr                                                                                | Austragungsort                                      | Standard                                                                                   | Austragungsort                                    | Latein |
| ----------------------------------------------------------------------------------- | --------------------------------------------------- | ------------------------------------------------------------------------------------------ | ------------------------------------------------- | --- |
| 1995                                                                                | Doetinchem                                          | Braunschweiger TSC, Deutschland 1. TC Ludwigsburg, Deutschland                             | Bourges                                           | TSG Bremerhaven, Deutschland Klaipėda University Team Žuvėdra, Litauen                                            |
| 1996                                                                                | Oldenburg                                           | 1. TC Ludwigsburg, Deutschland Braunschweiger TSC, Deutschland                             | Bremerhaven                                       | TSG Bremerhaven, Deutschland TSC Schwarz-Gelb Aachen, Deutschland / Klaipėda University Team Žuvėdra, Litauen (1) |
| 1997                                                                                | Ludwigsburg                                         | Braunschweiger TSC, Deutschland 1. TC Ludwigsburg, Deutschland                             | Warschau                                          | TSC Schwarz-Gelb Aachen, Deutschland Klaipėda University Team Žuvėdra, Litauen                                    |
| 1998                                                                                | Kischinjow                                          | DSC Kodryanka Kishinev, Moldau TC Allround Berlin, Deutschland                             | Budapest                                          | TSG Bremerhaven, Deutschland TD TSC Düsseldorf Rot-Weiss, Deutschland                                             |
| 1999                                                                                | ’s-Hertogenbosch                                    | TC Allround Berlin, Deutschland TD TSC Düsseldorf Rot-Weiss, Deutschland                   | Gommel (2)                                        | Klaipėda University Team Žuvėdra, Litauen Rainbow Colours, Russland                                               |
| 2000                                                                                | Kishinev                                            | DSC Kodryanka Kishinev, Moldau Jantar Elbląg, Polen                                        | Ostrava                                           | TSG Bremerhaven, Deutschland Klaipėda University Team Žuvėdra, Litauen                                            |
| 2001                                                                                | Ústí nad Labem                                      | DSC Kodryanka Kishinev, Moldau Braunschweiger TSC, Deutschland                             | Budapest (2)                                      | Klaipėda University Team Žuvėdra, Litauen Savaria TSE Ungarn                                                      |
| 2002                                                                                | ’s-Hertogenbosch                                    | DSC Kodryanka Kishinev, Moldau Braunschweiger TSC, Deutschland                             | ’s-Hertogenbosch                                  | TSG Bremerhaven, Deutschland Klaipėda University Team Žuvėdra, Litauen                                            |
| 2003                                                                                | Kishinev                                            | DSC Kodryanka Kishinev, Moldau Vera Tyumen, Russland                                       | Ústí nad Labem                                    | Klaipėda University Team Žuvėdra, Litauen TSZ Aachen, Deutschland                                                 |
| 2004                                                                                | Kishinev                                            | DSC Kodryanka Kishinev, Moldau Braunschweiger TSC, Deutschland                             | Bremen                                            | Klaipėda University Team Žuvėdra, Litauen Grün-Gold-Club Bremen, Deutschland                                      |
| 2005                                                                                | Braunschweig                                        | Braunschweiger TSC, Deutschland 1. TC Ludwigsburg, Deutschland / Vera Tyumen, Russland (1) | Bremen                                            | Klaipėda University Team Žuvėdra, Litauen Grün-Gold-Club Bremen, Deutschland                                      |
| 2006                                                                                | Kishinev                                            | DSC Kodryanka Kishinev, Moldau Braunschweiger TSC, Deutschland                             | Vilnius                                           | Klaipėda University Team Žuvėdra, Litauen Grün-Gold-Club Bremen, Deutschland                                      |
| 2007                                                                                | Kishinev                                            | DSC Kodryanka Kishinev, Moldau Vera Tyumen, Russland                                       | Düsseldorf                                        | Grün-Gold-Club Bremen, Deutschland Klaipėda University Team Žuvėdra, Litauen                                      |
| 2008                                                                                | Moskau                                              | Vera Tyumen, Russland DSC Kodryanka Kishinev, Moldau                                       | Essen                                             | Grün-Gold-Club Bremen, Deutschland Klaipėda University Team Žuvėdra, Litauen                                      |
| 2009                                                                                | Miskolc                                             | 1. TC Ludwigsburg, Deutschland Vera Tyumen, Russland                                       | Vilnius                                           | Klaipėda University Team Žuvėdra, Litauen Grün-Gold-Club Bremen, Deutschland                                      |
| 2010                                                                                | Ludwigsburg                                         | Braunschweiger TSC, Deutschland Vera Tyumen, Russland                                      | Bremen                                            | Grün-Gold-Club Bremen, Deutschland Klaipėda University Team Žuvėdra, Litauen                                      |
| 2011                                                                                | 2011 fand keine Europameisterschaft Standard statt. | 2011 fand keine Europameisterschaft Standard statt.                                        | Tjumen                                            | Vera Tyumen, Russland Klaipėda University Team Žuvėdra, Litauen                                                   |
| 2012                                                                                | 2012 fand keine Europameisterschaft Standard statt. | 2012 fand keine Europameisterschaft Standard statt.                                        | Schwechat                                         | Klaipėda University Team Žuvėdra, Litauen Vera Tyumen, Russland                                                   |
| 2013                                                                                | 2013 fand keine Europameisterschaft Standard statt. | 2013 fand keine Europameisterschaft Standard statt.                                        | Vilnius                                           | Klaipėda University Team Žuvėdra, Litauen Vera Tyumen, Russland                                                   |
| 2014                                                                                | 2014 fand keine Europameisterschaft Standard statt. | 2014 fand keine Europameisterschaft Standard statt.                                        | Düren                                             | FG TSZ Aachen / TD TSC Düsseldorf Rot-Weiss, Deutschland Grün-Gold-Club Bremen, Deutschland                       |
| 2015                                                                                | Elbląg                                              | Vera Tyumen, Russland Lotos-Jantar, Polen                                                  | 2015 fand keine Europameisterschaft Latein statt. | 2015 fand keine Europameisterschaft Latein statt.                                                                 |
| 2016                                                                                | 2016 fand keine Europameisterschaft Standard statt. | 2016 fand keine Europameisterschaft Standard statt.                                        | 2016 fand keine Europameisterschaft Latein statt. | 2016 fand keine Europameisterschaft Latein statt.                                                                 |
| 2017                                                                                | 2017 fand keine Europameisterschaft Standard statt. | 2017 fand keine Europameisterschaft Standard statt.                                        | 2017 fand keine Europameisterschaft Latein statt. | 2017 fand keine Europameisterschaft Latein statt.                                                                 |
| 2018                                                                                | Sotschi                                             | Vera Tyumen, Russland 1. TC Ludwigsburg, Deutschland                                       | Kalisz                                            | Grün-Gold-Club Bremen, Deutschland Duet Perm, Russland                                                            |
| 2019                                                                                | 2019 fand keine Europameisterschaft Standard statt. | 2019 fand keine Europameisterschaft Standard statt.                                        | 2019 fand keine Europameisterschaft Latein statt. | 2019 fand keine Europameisterschaft Latein statt.                                                                 |
| 2020                                                                                | Göttingen                                           | abgesagt                                                                                   | Schwechat                                         | abgesagt |
| 2021                                                                                | 2021 fand keine Europameisterschaft Standard statt. | 2021 fand keine Europameisterschaft Standard statt.                                        | Schwechat                                         | abgesagt |
| 2022                                                                                | Nürnberg (3)                                        | ASC Göttingen A, Deutschland TSC Rot-Gold-Casino Nürnberg, Deutschland                     | Schwechat (3)                                     | Grün-Gold-Club Bremen, Deutschland HSV Zwölfaxing A-Team, Österreich                                              |
| (1) geteilter 2. Platz (2) ohne deutsche Beteiligung (3) ohne russische Beteiligung |                                                     |                                                                                            |                                                   | |

## Formationstanz in weiteren Ländern

### Niederlande
In den Niederlanden werden Formationssportturniere durch den Nederlandse Algemene Danssport Bond (NADB) durchgeführt. Amtierende Niederländische Meister sind das Team DSV Sway of Life (Standard) und Rekordmeister das Team Double V aus Hoorn (Latein).

### Schweiz
In der Schweiz werden keine organisierten Formationssportturniere durchgeführt.

## Shows
Neben dem Turniersport tanzen viele Formationen auch Showauftritte. Informationen dazu können bei den Formationen selbst eingeholt werden. Diese Einnahmen und Sponsorengelder machen den kostenintensiven Formationssport erst möglich.

### Videos

#### Standard
- Braunschweiger TSC: Celine, DM 2004 (1. Platz)

#### Latein
- Bericht des ZDF Mittagsmagazins über die EM 2007 (Latein)
- GGC Bremen: Let me entertain you, DM 2004 (1. Platz)
- GGC Bremen: Siamo Noi, DM 2008 (1. Platz)
- TSG Bremerhaven: Mamma Mia, DM 2004 (2. Platz)
- Klaipeda University Formation Team Zuvedra A: James Bond, EM 2008 (2. Platz)